# Баурчи (Каушенський район)
Баурчи (рум. Baurci) — село в Молдові в Каушенському районі. Входить до складу комуни, центром якої є село Кіркеєштій-Ной. 
| Молдова | Це незавершена стаття з географії Молдови. Ви можете допомогти проєкту, виправивши або дописавши її. |